# Crematogaster castanea
Crematogaster castanea es una especie de hormiga acróbata del género Crematogaster, familia Formicidae. Fue descrita científicamente por Smith en 1858.
Habita en Eritrea, Kenia, Madagascar, Mozambique, Namibia, Sudáfrica, Uganda, Zambia y Zimbabue. Se ha encontrado a elevaciones que van desde los 10 hasta los 1800 metros de altura.
Las colonias de Crematogaster castanea habitan en bosques de miombo, bosques húmedos, ribereños y lluviosos, también en bosques secos tropicales. Además se encuentra en varios microhábitats como la vegetación baja, además en Acacia seyal.

## Galería

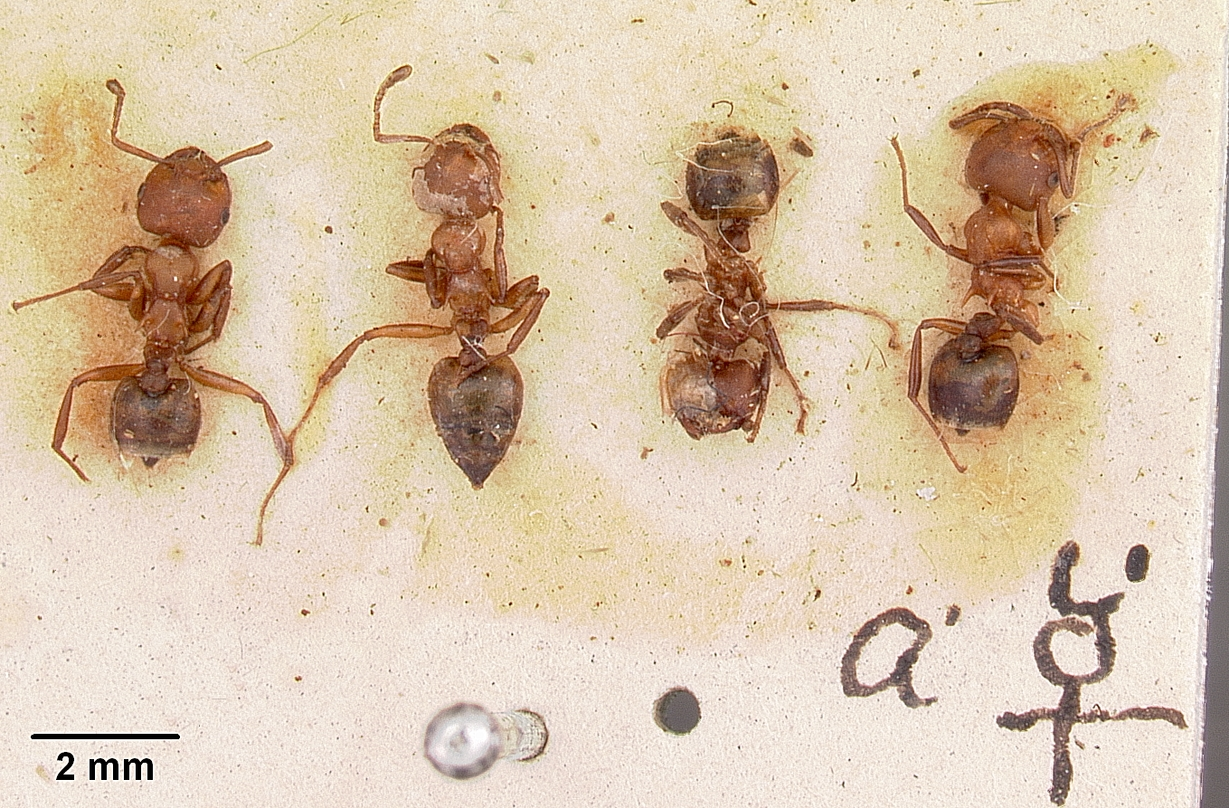
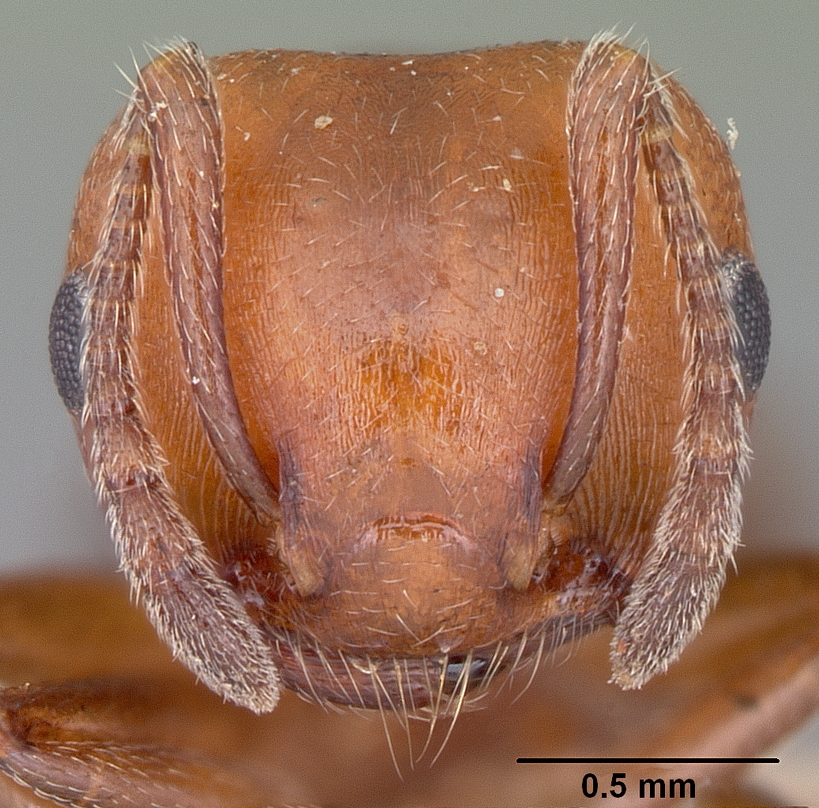
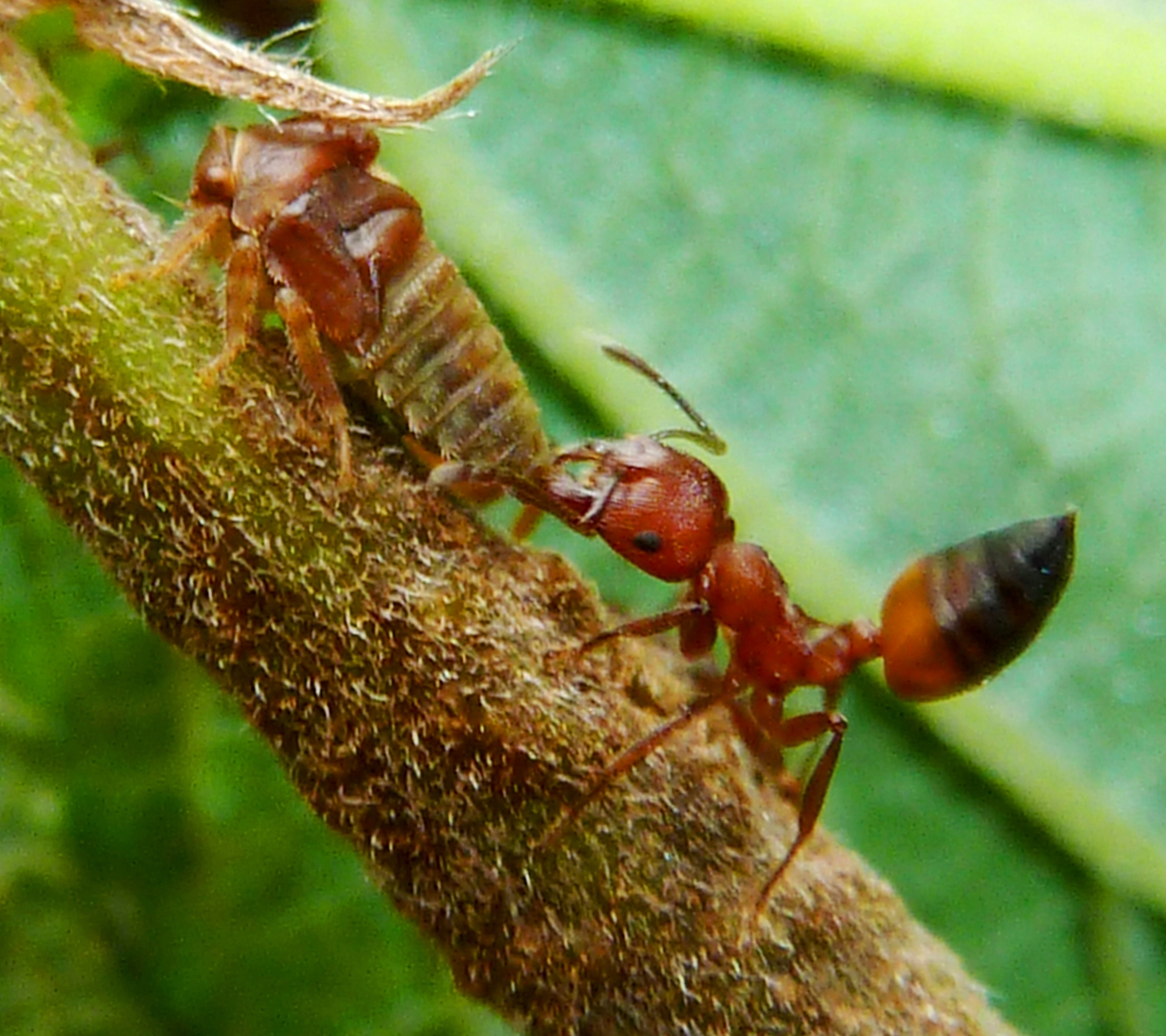
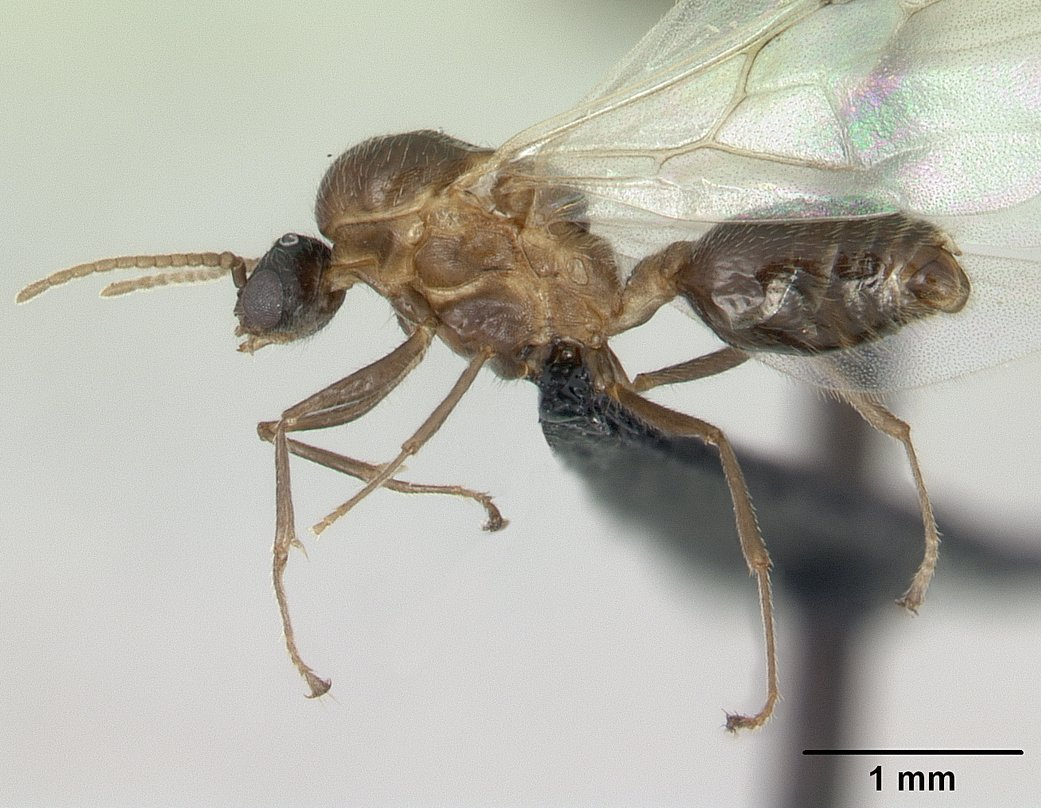
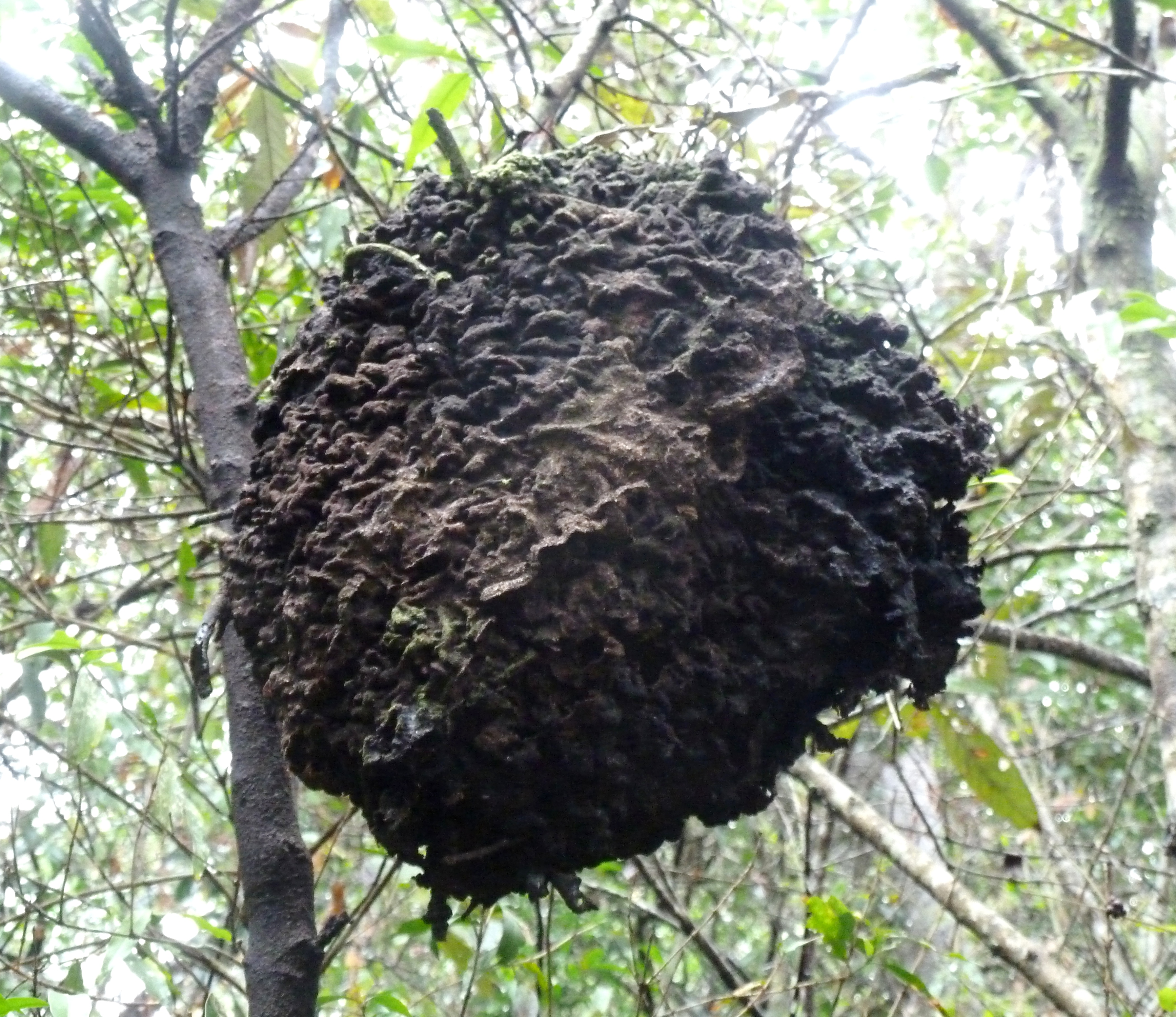

## Subespecies
- C. c. adusta
- C. c. analis
- C. c. aquila
- C. c. arborea
- C. c. bruta
- C. c. busschodtsi
- C. c. castanea
- C. c. durbanensis
- C. c. ferruginea
- C. c. hararica
- C. c. insidiosa
- C. c. inversa
- C. c. mediorufa
- C. c. museisapientiae
- C. c. rufimembrum
- C. c. rufonigra
- C. c. simia
- C. c. tricolor
- C. c. ulugurensis
- C. c. yambatensis